# ترويلز راسمونسين
ترويلز راسمونسين (بالدنماركية:Troels Rasmussen)، من مواليد 7 أبريل 1961 ، لاعب كرة قدم دنماركي سابق.
لعب مع منتخب الدنمارك لكرة القدم.

## وصلات خارجية
- ترويلز راسمونسين على موقع قاعدة بيانات كرة القدم.إي يو (الإنجليزية)
- ترويلز راسمونسين على موقع بيانات كرة القدم. دي إي (الألمانية)
- ترويلز راسمونسين على موقع ناشيونال فوتبول تيمز (الإنجليزية)
- ترويلز راسمونسين على موقع عالم كرة القدم.نت (الإنجليزية)